# Lien social (journal)
Pour les articles homonymes, voir Lien social.
 (octobre 2019).
Si vous disposez d'ouvrages ou d'articles de référence ou si vous connaissez des sites web de qualité traitant du thème abordé ici, merci de compléter l'article en donnant les références utiles à sa vérifiabilité et en les liant à la section « Notes et références ».
Lien social était un journal bimensuel national paraissant en France un jeudi sur deux, actif entre 1988 et 2024.

## Ligne éditoriale
Fondé en 1988, Lien social est réalisé par une équipe de journalistes spécialisés et de travailleurs sociaux. Il propose des analyses de fond et des reportages de terrain à la fois critiques et professionnels. À destination des travailleurs sociaux comme des étudiants, Lien Social veille à restituer de manière claire et hiérarchisée l’actualité du secteur.
À sa création, le slogan du journal, qui paraissait alors toutes les semaines, était « l'hebdomadaire fait par et pour les travailleurs sociaux ». 
Il aborde des faits de société tels que : l'action sociale, l'éducation spécialisée, la culture, l'exclusion sociale, la famille, le handicap, les jeunes, etc. De nombreux travaux et interviews de psychologues, sociologues, pédagogues, travailleurs sociaux, universitaires contribuent à la renommée du journal.